# Piccolo-Marsch
Piccolo-Marsch, är en marsch utan opustal av Johann Strauss den yngre. Ort och datum för första framförandet är okänt.

## Historia
Den 5 mars 1898 stod det att läsa i tidningen Die Wage om en pristävling i syfte att få fram ett lämpligt balettlibretto till Johann Strauss. Tävlingen vände sig inte enbart till läsarna i Österrike; den 24 mars 1898 annonserade The London Musical Courier i London att "Johann Strauss ska skriva en ny och genomarbetad balett för Wiener Hofoper för att fira kejsarens jubileum nästa viner" och läsarna uppmanades att skicka in förslag på ett passande balettlibretto. Annonseringen gick över förväntan: över 700 förslag togs emot och juryn valde ut A. Kollmanns förslag till en modern version av sagan om Askungen (på tyska: Aschenbrödel).
Strauss satte igång med att komponera men uttryckte hur utmattande det var i ett brev till brodern Eduard Strauss sommaren 1898: "Jag har händerna fulla med baletten - Jag skriver så fingrarna blöder och kommer ändå ingen vart. Jag är på 40:e arket och har endast åstadkommit 2 scener". Trots att han nästan var färdig med orkestreringen och ändringarna till akt I, samt hade otaliga skisser och utkast i varierande stadier av fullbordan klara för de resterande två akterna, skulle han aldrig komma att fullborda sin balett. Efter hans död den 3 juni 1899 gick arbetet att slutföra partituret till balettdirigenten vid Wiener Hofoper, Josef Bayer. Bland de färdiga delarna av Aschenbrödel fanns ett "Vorspiel zum 3. Akt" (Förspel till akt III), vilken innehöll en av de sista valsmelodierna som Strauss skrev. När baletten skulle sättas upp på Wiener Hofoper ändrade sig plötsligt operachefen Gustav Mahler (som hade varit en av jurymedlemmarna i pristävlingen) och vägrade ta upp baletten på repertoaren. Det blev istället Berlinoperan som den 2 maj 1901 framförde baletten Aschenbrödel för första gången. Inte förrän den 4 oktober 1908 sattes baletten upp i Wien, då Mahlers efterträdare Felix Weingartner dirigerade den.
Kort tid före premiären publicerade Josef Weinbergers förlag sju separata orkesterverk med motiv från baletten. Dessa blev omedelbart stora framgångar hos de många militärorkestrar som fanns i Wien. Särskilt Piccolo-Marsch var en stor favorit hos publiken. Marschen var uppkallad efter en av karaktärerna i baletten, betjänten Piccolo. Musiken är tagen från två källor: Inledningen och tema 1A och 1B ackompanjerar gudinnan Floras entré i balrumsscenen i akt II, medan hela trio-delen är en överföring till 2/2-takt av den långsamma valsen Monogramm-Tanz i akt III.

## Om marschen
Speltiden är ca 2 minuter och 7 sekunder plus minus några sekunder beroende på dirigentens musikaliska tolkning.

## Weblänkar
- Piccolo-Marsch i Naxos-utgåvan.